# Баина-Башта (община)
Баина-Башта (серб. Бајина Башта) — община в Сербии, входит в Златиборский округ.
Население общины составляет 28 081 человек (2007 год), плотность населения составляет 42 чел./км². Занимаемая площадь — 673 км², из них 44,9 % используется в промышленных целях.
Административный центр общины — город Баина-Башта. Община Баина-Башта состоит из 36 населённых пунктов, средняя площадь населённого пункта — 18,7 км².

## Статистика населения общины
| Год  | Население, чел. |
| ---- | --------------- |
| 1991 | 31 193          |
| 2001 | 29 253          |
| 2002 | 29 093          |
| 2003 | 28 934          |
| 2004 | 28 776          |
| 2005 | 28 556          |
| 2006 | 28 315          |
| 2007 | 28 081          |